# Atlantic City Hi Rollers
Gli Atlantic City Hi Rollers sono stati una franchigia di pallacanestro della EBA e della CBA, con sede ad Atlantic City, nel New Jersey, attivi tra il 1977 e il 1982.
Nacquero a Washington come Washington Metros. L'anno seguente si trasferirono a Baltimora come Baltimore Metros ma, a stagione in corso si trasferirono a Utica con la denominazione di Mohawk Valley Thunderbirds. In quella stagione 1978-79, ebbero un record di 16-15, fallendo però prima del termine della stagione. Vennero per questo classificati all'ultimo posto.
Ripartirono la stagione seguente come Utica Olympics, per trasferirsi ad Atlantic City l'anno seguente.
Si sciolsero al termine del campionato 1981-82.

## Stagioni
| Stagione | Lega | Denominazione                               | V  | P  | %    | Piazzamento | Play-off               |
| -------- | ---- | ------------------------------------------- | -- | -- | ---- | ----------- | ---------------------- |
| 1977-78  | EBA  | Washington Metros                           | 5  | 26 | 16,7 | 5º          | -                      |
| 1978-79  | CBA  | Baltimore Metros/Mohawk Valley Thunderbirds | 16 | 15 | 51,6 | 4º          | -                      |
| 1979-80  | CBA  | Utica Olympics                              | 15 | 31 | 32,6 | 4º          | -                      |
| 1980-81  | CBA  | Atlantic City Hi Rollers                    | 22 | 18 | 55,0 | 2º          | Semifinale di division |
| 1981-82  | CBA  | Atlantic City Hi Rollers                    | 15 | 31 | 32,6 | 4º          | -                      |